# Schlichtungsrat

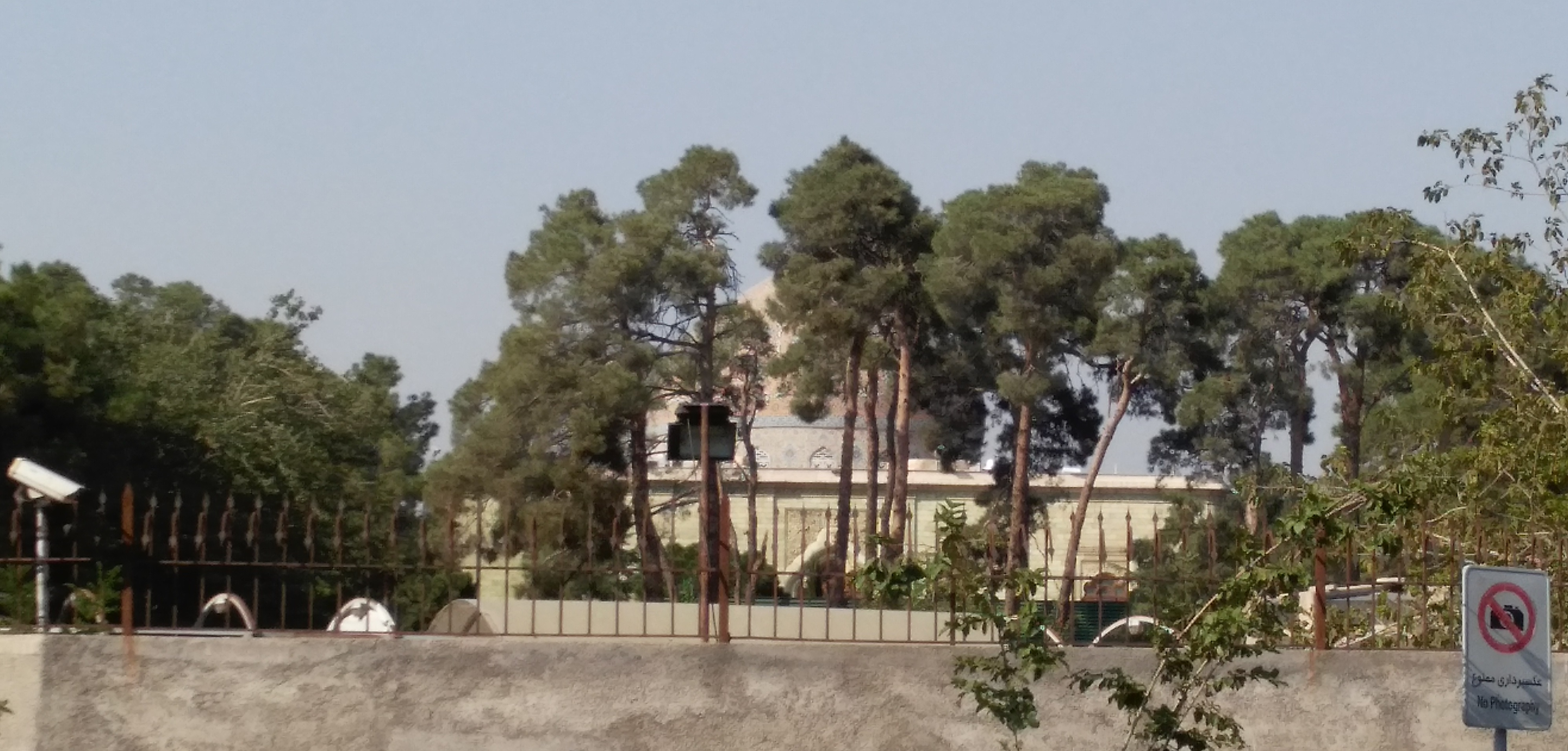
Der Marmorpalast in Teheran dient als Sitz

Schlichtungsrat, genauer Versammlung zur Erkennung der Systeminteressen (persisch مجمع تشخیص مصلحت نظام Madschma-e Taschchis-e Maslehāt-e Nezām), ist ein Organ des iranischen Staatsapparates. Es wurde am 6. Februar 1988 vom Revolutionsführer Ruhollah Chomeini eingeführt und durch das Verfassungsreferendum 1989 legitimiert.

## Funktion
Der Schlichtungsrat hat die Aufgabe eine mögliche Pattsituation innerhalb der iranischen Gesetzgebung durch eine Vermittlung aufzuheben. Der Wächterrat überprüft jedes vom Parlament verabschiedete Gesetz auf die Konformität mit der iranischen Verfassung und den islamischen Lehren. Findet der Wächterrat Widersprüche, dann wird der Gesetzesvorschlag zurückgewiesen und an das Parlament zwecks Revision delegiert. Der Schlichtungsrat kann in diesem systeminternen Konflikt zwischen Wächterrat und Parlament vermitteln und letztendlich ein Gesetz auch gegen die Weisung des Wächterrates durchsetzen. Hierbei gilt das 1988 von Chomeini aufgestellte Prinzip, wonach der Schlichtungsrat die Durchsetzung eines Gesetzes erzwingen kann, wenn seiner Auffassung nach die Interessen der Staatsordnung es erfordern.

## Mitglieder
Die 35 Mitglieder des Schlichtungsrates werden direkt vom Revolutionsführer ernannt und setzen sich aus Vertretern des Revolutionsführers, Mitgliedern des Wächterrates, politischen und militärischen Experten sowie Mitgliedern der Regierung zusammen. Die Unterscheidung der Teilnehmer erfolgt in feste Experten die für fünf Jahre bestimmt werden sowie variable Experten deren Amtszeit nach drei Jahren ausläuft. Der Schlichtungsrat, der mindestens einmal im Monat tagt, entscheidet durch Mehrheitsbeschluss.